# Dick Hyman
Richard „Dick” Hyman (ur. 8 marca 1927 w Nowym Jorku) – amerykański pianista jazzowy. Laureat NEA Jazz Masters Award 2017.
Pod koniec lat 40. XX w. grał m.in. z Charlie Parkerem i Dizzym Gillespiem. Na początku lat 50. rozpoczął karierę wszechstronnego muzyka studyjnego: pianisty, kompozytora, aranżera i lidera orkiestr. 
Założył też mały zespół o nazwie Perfect Jazz Repertory Quintet.
Skomponował muzykę do filmu Scott Joplin.